# Принцип найменших структурних змін
Принцип найменших структурних змін (англ. principle of least structural changes) — твердження про те, що хімічні реакції здійснюються з мінімальною кількістю розривів і утворень хімічних зв'язків, потрібних для звершення даного перетворення: відповідно до цього нові замісники, наприклад, у реакціях заміщення, повинні входити лише в ті положення, які до того були зайняті заміщуваними групами. Перегрупування відбуваються супроти цього принципу. Принцип є певним спрощенням уявлень про перебіг хімічних процесів, проте, за кінцевим результатом є дієвим для багатьох простих реакцій.